# Fabaeformiscandona rawsoni
Fabaeformiscandona rawsoni is een mosselkreeftjessoort uit de familie van de Candonidae. De wetenschappelijke naam van de soort is voor het eerst geldig gepubliceerd in 1957 door Tressler.